# Roi de rats
Pour l’article ayant un titre homophone, voir Roi des rats.
Ne doit pas être confondu avec Le Roi des Rats.

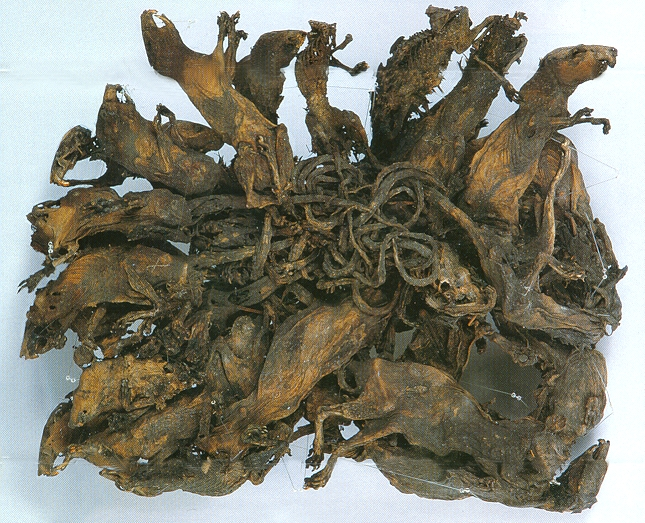
Roi de rats de Buchheim (1828).

Un roi de rats ou roi-de-rats, est un regroupement de rats dont les queues sont entrelacées les unes aux autres, souvent prises dans une gangue composée de paille, d’excréments et de poils. C’est un phénomène rare, dont la réalité est contestée.
Cette expression d’origine allemande (Rattenkönig) viendrait d’une légende selon laquelle le roi des rats aurait utilisé cet assemblage comme plate-forme. En français, cela pourrait aussi venir de rouet-de-rats.
Un spécimen datant de 1828 se compose de 32 rats, le plus petit roi ne comprend que deux rats. Hormis un cas signalé à Java, les rois de rats sont toujours formés par des rats noirs (Rattus rattus).
Le phénomène a été présenté dans une monographie en 1864 par les zoologistes allemands Kurt Becker et Heinrich Kemper.

## Origine
Il n'existe pas d'explication scientifique à ce phénomène. Plusieurs hypothèses sont avancées pour l'expliquer, notamment celle selon laquelle l’exiguïté de certains nids pourrait éventuellement conduire à emmêler les queues des ratons.
Il pourrait s’agir d'un phénomène exceptionnel qui se serait transmis oralement de génération en génération, phénomène que certains auraient voulu reproduire pour confirmer un fait devenu légendaire.
Parmi les rois-de-rats rapportés, certains ont été construits par des personnes ayant volontairement noué ensemble les queues des rongeurs.

## Spécimens
De nombreux cas connus se sont avérés être des supercheries, on dénombre selon les sources jusqu’à 80 cas authentifiés dans le monde, dont 25 cas en Europe, la plupart en Allemagne.

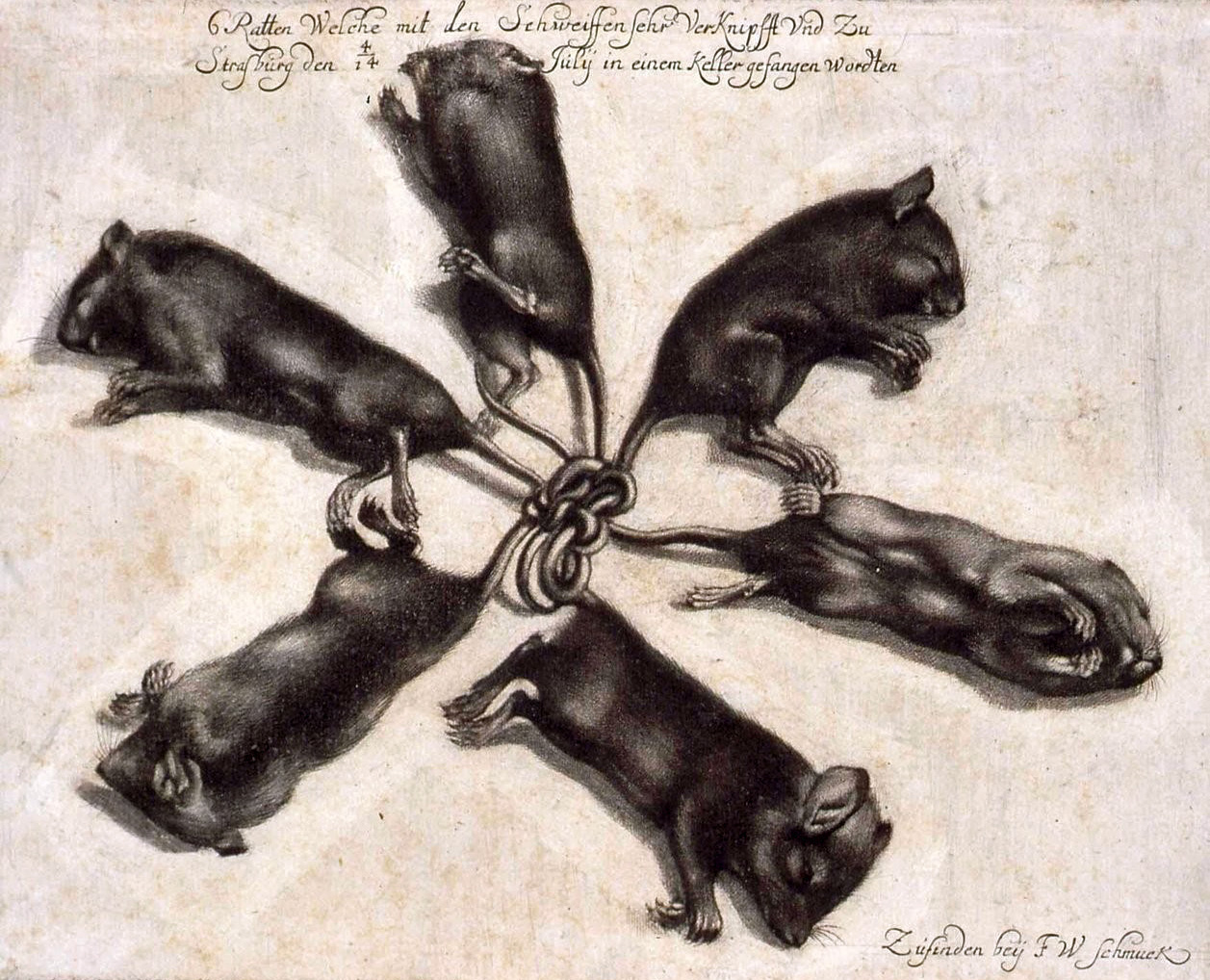
Roi de rats (6) trouvé à Strasbourg en 1683.

| Conservation                                | Individus | Date             | Découverte             | Notes |
| ------------------------------------------- | --------- | ---------------- | ---------------------- | --- |
|                                             | 6         | 1683             | Grand’Rue à Strasbourg | |
| Mauritianum Museum de Altenbourg (Thuringe) | 32        | 1828             | Buchheim (Thuringe)    | groupe desséché et sans fourrure trouvé par un meunier lors de la démolition d'une cheminée                                                                     |
| Musée zoologique de la ville de Strasbourg  | 10        | avril 1895       | Dellfeld (Palatinat)   | groupe piégé par la glace, trouvé par M. Mayer dans une grange                                                                                                  |
| Musée de Chateaudun                         | 6         | 21 novembre 1899 | Courtalain             | groupe trouvé par Henri Lecomte |
|                                             | 10        | 23 mars 1918     | Bogor (Java)           | groupe de rats des rizières (Rattus argentiventer) |
| Centre de biodiversité Naturalis            | 7         | hiver 1963       | Rucphen (Pays-Bas)     | groupe trouvé par l’agriculteur P. van Nijnatten |
| Muséum d'histoire naturelle de Nantes       | 9         | 10 avril 1986    | Maché (Vendée)         | groupe trouvé par un éleveur de perdrix et de faisan. Le roi était à l'origine constitué de 12 rats, dont 3 ont pu s'échapper au moment de la capture.          |
| Muséum zoologique de Tartu                  | 13        | 16 janvier 2005  | Saru, Võru (Estonie)   | groupe trouvé par le fermier Rein Kıiv et son fils dans son hangar. Au moment de la découverte, il n'y en avait plus que 13 (3 avaient été probablement mangés) |

Les trois rois de rats exposés en France
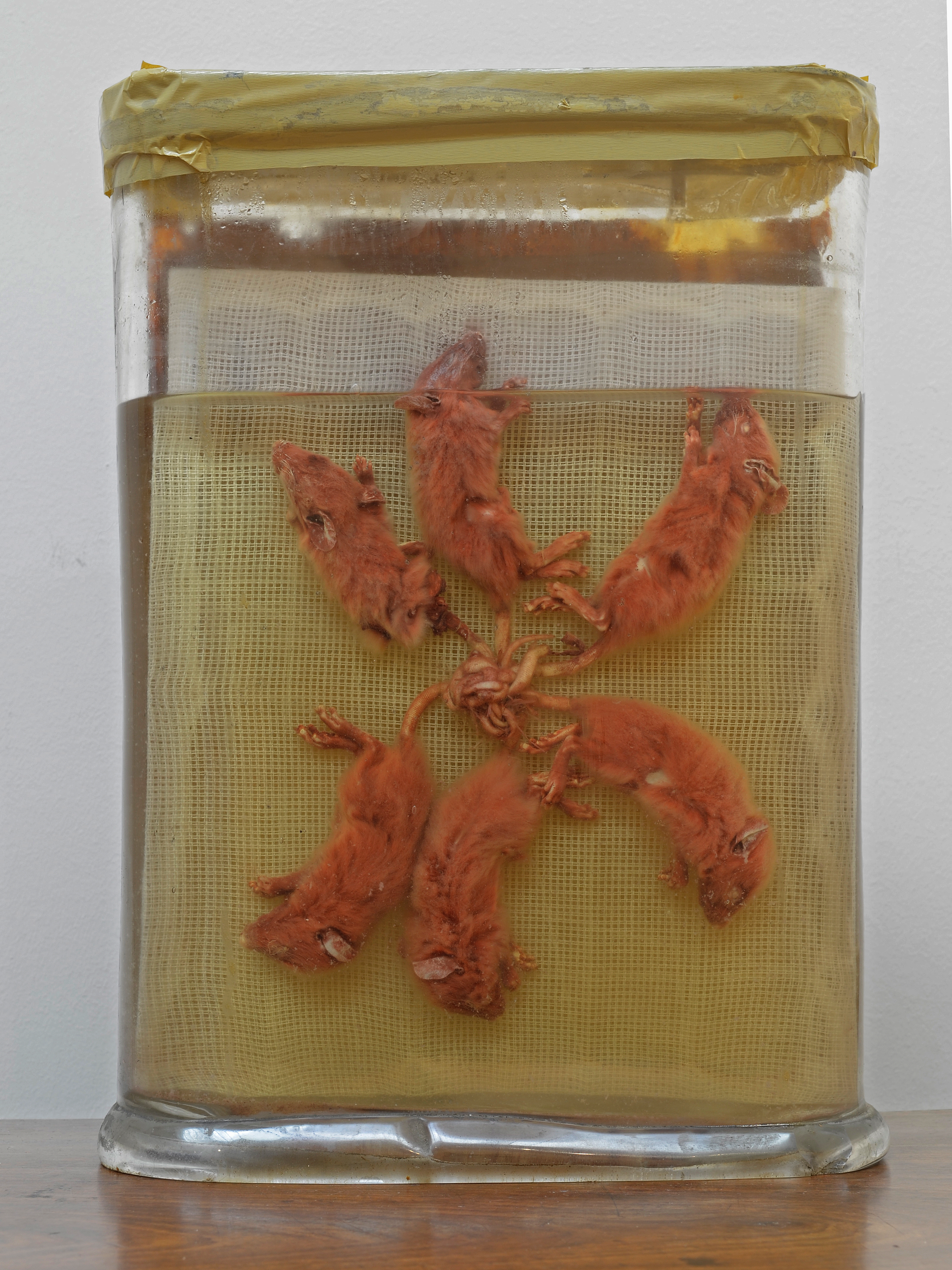
L’exemplaire du musée municipal des Beaux-Arts et d’Histoire Naturelle de Châteaudun.
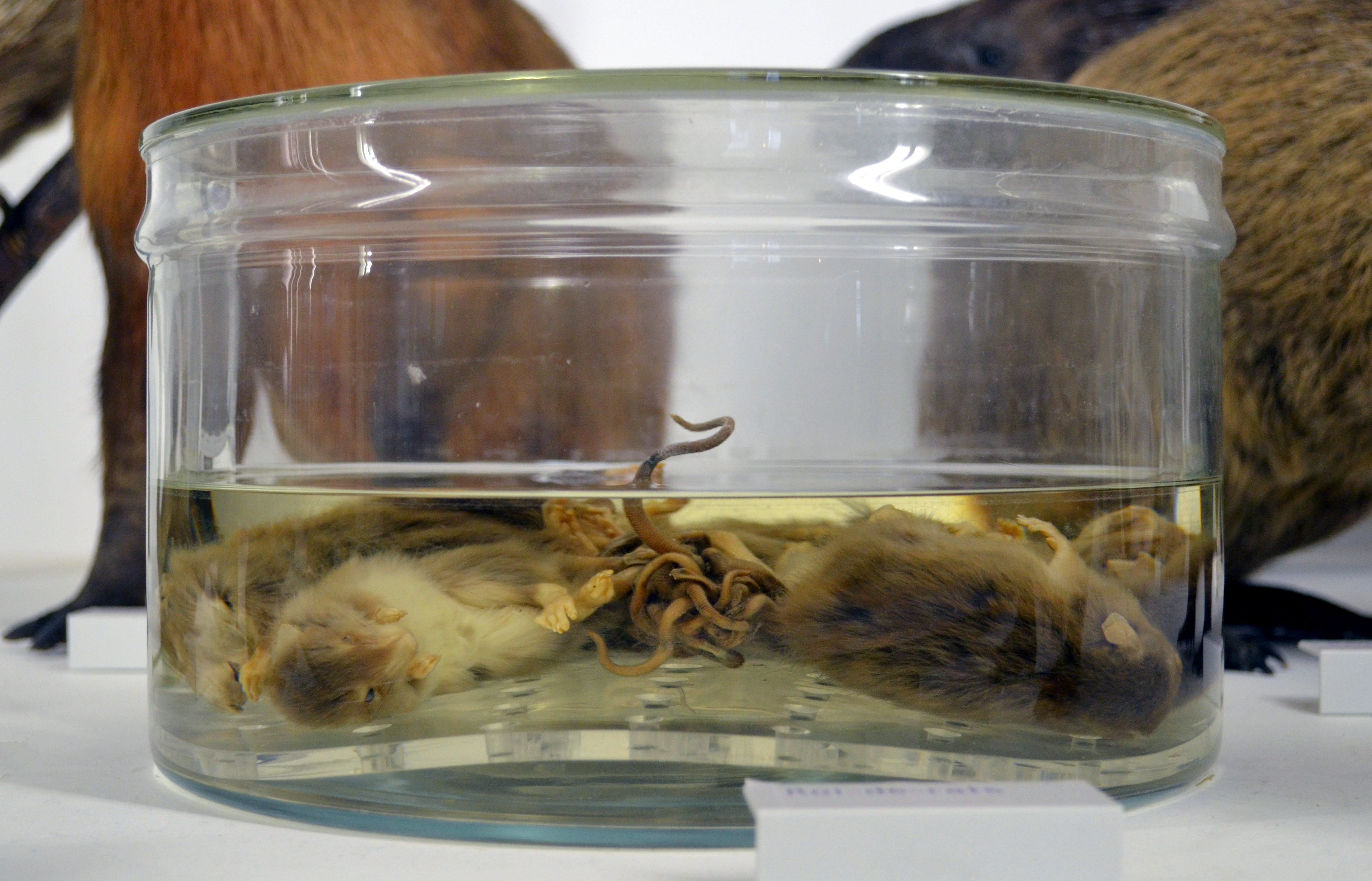
Roi de rats trouvé en 1986 en Vendée exposé au muséum d'histoire naturelle de Nantes.
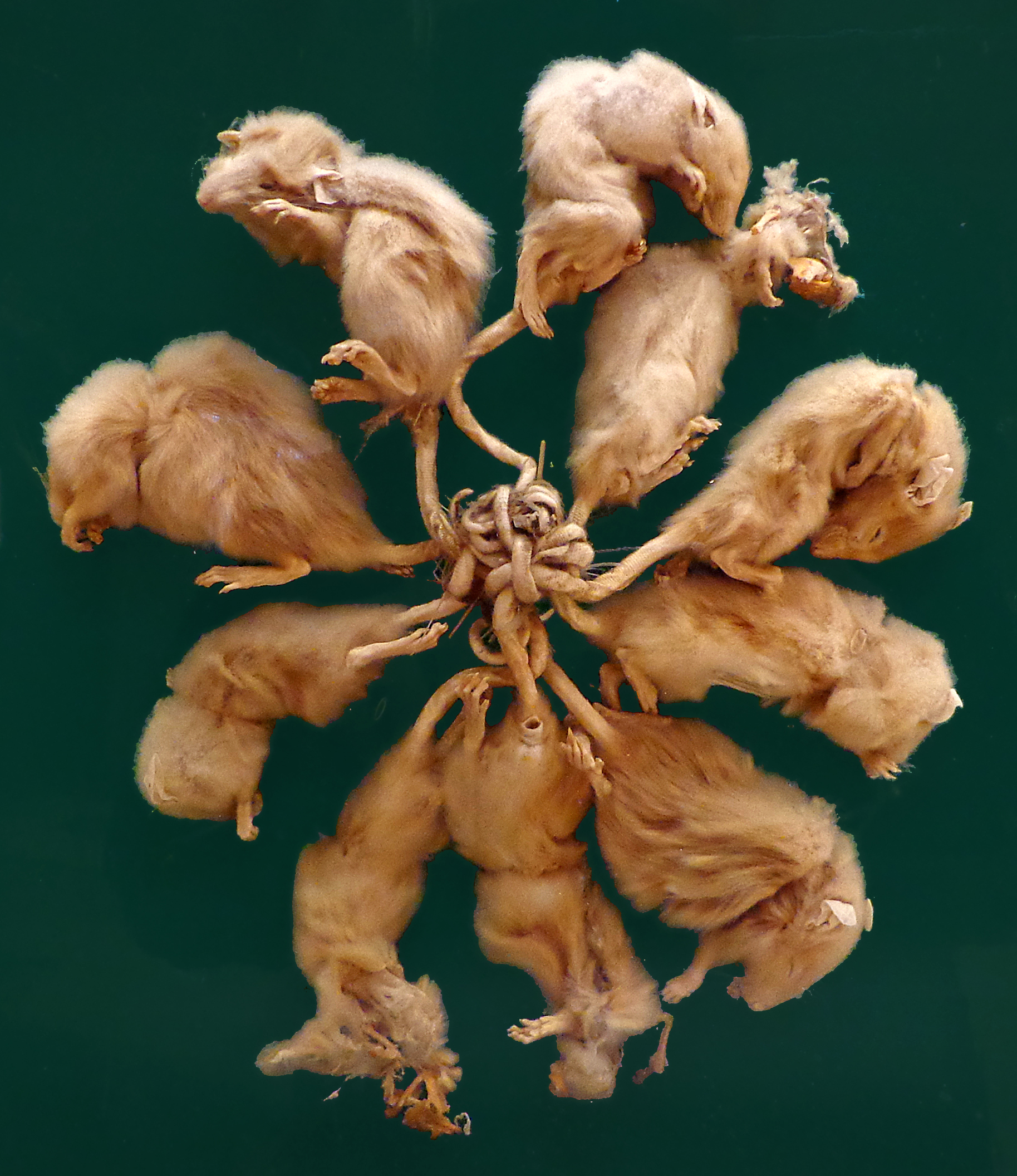
Roi des rats retrouvé en 1895 à Dellfeld en Allemagne et exposé au Musée zoologique de la ville de Strasbourg.